# Élections régionales de 2023 en Carinthie
Les élections régionales de 2023 en Carinthie (Landtagswahl in Kärnten 2023) se tiennent en Autriche dans le Land de Carinthie, le 5 mars 2023.
Le SPÖ reste de loin la première force politique dans la région avec 39% des voix, mais subit de lourdes pertes par rapport au scrutin précédent. Les autres principaux partis bénéficient de cette chute des sociaux-démocrates, en particulier la Team Carinthie, qui passe pour la première fois la barre des 10% et remporte deux sièges supplémentaires. 
Le FPÖ réalise un résultat satisfaisant avec 25% des voix, mais ne parvient pas à effectuer une percée telle qu'en Basse Autriche.
L'ÖVP est en légère hausse avec 17% des voix et parvient à faire mentir les sondages qui le donnaient en baisse. Cette progression est un répit pour les conservateurs autrichiens et le gouvernement Nehammer, en baisse dans tous les sondages et aux élections régionales en Basse-Autriche plus tôt cette année. 
Le 31 mars suivant, le SPÖ et l'ÖVP concluent un accord renouvelant la coalition sortante, permettant ainsi à Peter Kaiser de se maintenir au poste de gouverneur.

## Contexte
Les précédentes élections voient la nette victoire du Parti social-démocrate d'Autriche (SPÖ) du gouverneur sortant, Peter Kaiser, le parti enregistrant une progression de plus de 10 points de pourcentages. Le SPÖ manque cependant d'un siège la majorité absolue. Après des négociations, un gouvernement de coalition est finalement formé avec le Parti populaire autrichien (ÖVP), arrivé troisième.

## Système électoral
Le Landtag de Carinthie est composé de 36 sièges pourvus pour cinq ans au scrutin proportionnel plurinominal avec listes ouvertes, vote préférentiel et seuil électoral de 5 % dans quatre circonscriptions plurinominales. Après décompte des suffrages, il est d'abord effectué une répartition provisoire des sièges selon le quotient de Hare. Les sièges sont ensuite répartis selon la méthode D'Hondt à tous les partis ayant franchi le seuil de 5 % des suffrages exprimés à l'échelle du land entier, où qui ont obtenu au moins un siège à la pré-répartition.

## Résultats
|                          |                                                        |         |       |      |        |               |  |  |  |
| Parti                    | Parti                                                  | Voix    | %     | +/-  | Sièges | +/-           |  |  |  |
|                          | Parti social-démocrate d'Autriche (SPÖ)                | 117 962 | 38,94 | 9,00 | 15     | 3             |  |  |  |
|                          | Parti de la liberté d'Autriche (FPÖ)                   | 74 329  | 24,53 | 1,57 | 9      | en stagnation |  |  |  |
|                          | Parti populaire autrichien (ÖVP)                       | 51 637  | 17,04 | 1,59 | 7      | 1             |  |  |  |
|                          | Team Carinthie (TK)                                    | 30 549  | 10,08 | 4,41 | 5      | 2             |  |  |  |
|                          | Les Verts - L'Alternative verte (Grünen)               | 11 676  | 3,85  | 0,73 | 0      | en stagnation |  |  |  |
|                          | NEOS - La nouvelle Autriche et le Forum libéral (NEOS) | 7 840   | 2,59  | 0,45 | 0      | en stagnation |  |  |  |
|                          | Vision Autriche (VÖ)                                   | 7 191   | 2,37  | Nv   | 0      | en stagnation |  |  |  |
|                          | Alliance pour l'avenir de l'Autriche (BZÖ)             | 1 270   | 0,42  | 0,05 | 0      | en stagnation |  |  |  |
|                          | Parti communiste d'Autriche (KPÖ)                      | 349     | 0,12  | 0,16 | 0      | en stagnation |  |  |  |
|                          | Liste Stark (STARK)                                    | 167     | 0,06  | Nv   | 0      | en stagnation |  |  |  |
|                          |                                                        |         |       |      |        |               |  |  |  |
| Votes valides            | Votes valides                                          | 302 970 | 98,55 |      |        |               |  |  |  |
| Votes blancs et nuls     | Votes blancs et nuls                                   | 4 464   | 1,45  |      |        |               |  |  |  |
| Total                    | Total                                                  | 307 434 | 100   | –    | 36     | en stagnation |  |  |  |
| Abstentions              | Abstentions                                            | 121 495 | 28,33 |      |        |               |  |  |  |
| Inscrits / participation | Inscrits / participation                               | 428 929 | 71,67 |      |        |               |  |  |  |